# 松原薫
松原 薫（まつばら かおる、1960年2月22日 - ）は、日本の男子陸上競技選手。専門は短距離走。新潟県柏崎市出身。

## 略歴
ナイキジャパン所属時の1984年に日本陸上競技選手権大会の100m優勝、1987年の同大会でも優勝している。東日本実業団陸上競技選手権大会では、第26回、第28回、第30回、第32回、第33回と5回優勝している。1988年ソウルオリンピックでは4×100mリレーのメンバー（松原薫・青戸慎司・栗原浩司・笠原隆弘）として1次予選に出場し39秒70で準決勝に進んだ。
現在は、陸上クラブ のコーチをしている。

## 主要大会成績
- 1981年
  - 日本選手権 100m 4位 10秒87（-0.6）
- 1983年
  - 日本選手権 100m 3位 11秒01（-1.7）
- 1984年
  - 日本選手権 100m 優勝 10秒28（+4.6）
- 1985年
  - 世界室内ゲームス 60m 予選2組3着 6秒84
  - 日本選手権 100m 4位 10秒62（0.0）
  - アジア選手権 4×100mR 5位 40秒44（1走）
- 1986年
  - 日本選手権 100m 4位 10秒79（-0.9）
- 1987年
  - 日本選手権 100m 優勝 10秒57（-1.2）
  - アジア選手権 4×100mR 4位 39秒88（1走）
  - 世界選手権 4×100mR 準決勝1組5着 39秒71（1走）
- 1988年
  - オリンピック 4×100mR 予選3組3着 39秒70（1走、準決勝進出/予選のみ出場）
- 1989年
  - 日本選手権 100m 7位 10秒59（+1.6）
- 1990年
  - 日本選手権 100m 7位 10秒69（0.0）